# طوفان در راه است
طوفان در راه است (به انگلیسی: Storm Warning) جلد نهم مجموعه ۳۹ سرنخ اثر لیندا سو پارک است.

## داستان
امی و دن به دنبال دزد دریایی رسوایی به نام آن بونی به کارائیب می‌روند…